# Limoux (gemeente)
Limoux is een gemeente in het Franse departement Aude (regio Occitanie). De gemeente telde 10.339 inwoners op 1 januari 2022. De plaats inde onderprefectuur van het arrondissement Limoux.

## Geschiedenis
De plaats werd voor het eerst vermeld in de 9e eeuw, maar de plaats ontstond waarschijnlijk een eeuw eerder door de samensmelting van de nederzettingen Flacianum en Limosus. Limoux viel aanvankelijk onder het gezag van de aartsbisschoppen van Narbonne maar werd in de 10e eeuw een bezit van de graven van Razès. De plaats kreeg in de 12e eeuw stadsrechten en in de eerste decennia van de 13e eeuw werd Limoux een gemeente bestuurd door consuls.
De katharen kenden aanhangers in Limoux en tijdens de Albigenzische Kruistochten werd de stad bezet door Simon IV van Montfort. Hij maakte van zijn luitenant Lambert de Creichi de eerste heer van Limoux. Vanaf 1296 viel de stad onder het Franse kroondomein en in 1319 werd Limoux de zetel van een viguerie, een administratief rechtsgebied. De stad werd in 1348 getroffen door de Zwarte Dood en in 1355 in het kader van de Honderdjarige Oorlog werd Limoux ingenomen en vernield door het leger van de Zwarte Prins. Daarna werd een nieuwe stadsmuur gebouwd.
De inwoners van Limoux gingen in meerderheid over op het protestantisme. In 1562 werd de stad ingenomen en geplunderd. In de volgende decennia werd de stad regelmatig getroffen door oorlogsgeweld en epidemieën. De nijverheid verdween volledig en de stad ontvolkte. Vanaf het midden van de 17e eeuw herstelde de stad zich en ontwikkelde ze zich als administratief centrum. Er kwam ook terug nijverheid en de handel met Spanje bloeide. In de 19e eeuw werd de gemeente dankzij haar textielindustrie en de landbouw een van de welvarendste van het departement.

## Geografie
De oppervlakte van Limoux bedroeg op 1 januari 2022 32,41 vierkante kilometer; de bevolkingsdichtheid was toen 319 inwoners per km².
De Aude stroomt door de gemeente.
De onderstaande kaart toont de ligging van Limoux met de belangrijkste infrastructuur en aangrenzende gemeenten.

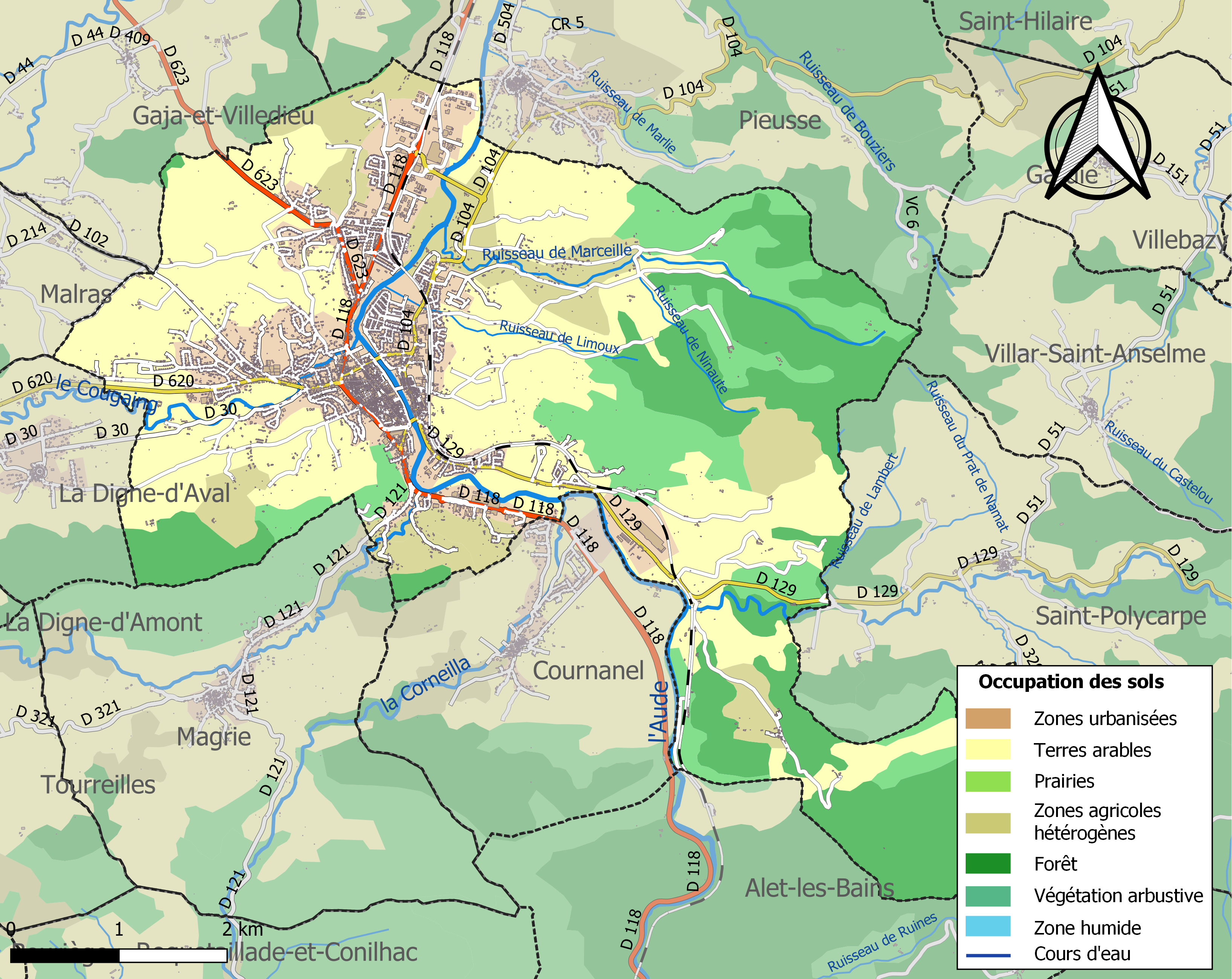

## Demografie
Onderstaande figuur toont het verloop van het inwonertal (bron: INSEE-tellingen).

Vanwege een beveiligingsprobleem met de MediaWiki Graph-software is het momenteel niet mogelijk deze grafiek weer te geven. Zodra de software is bijgewerkt zal de grafiek vanzelf weer zichtbaar worden.

## Cultuur

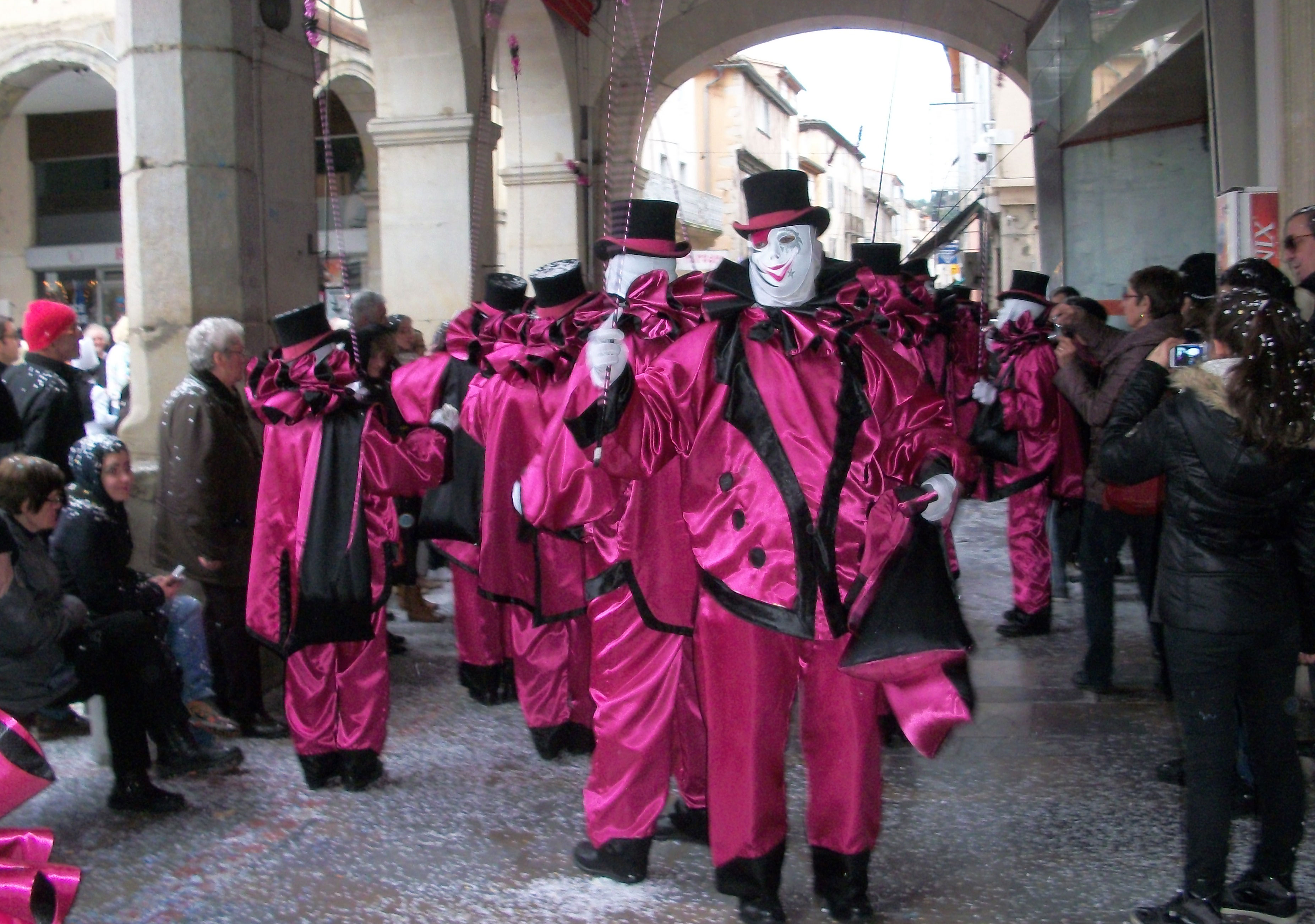
Carnaval

Het carnaval van Limoux vindt plaats gedurende zes weken van januari tot maart en wordt beschouwd als het langst durende carnaval ter wereld. Het carnaval in Limoux heeft een lange traditie maar in zijn huidige vorm ontstond het na de Tweede Wereldoorlog.
De stad kent verschillende musea:
- Musée de l'imprimerie, drukkerijmuseum
- Musée des automates
- Musée du piano, pianomuseum in de kerk Saint-Jacques (14e eeuw), geopend in 2002
- Musée Petiet, museum in het voormalige schildersatelier van het schildergeslacht Petiet, met werken van onder andere Marie Petiet, Achille Laugé en Etienne Dujardin Beaumetz.

Religieuze gebouwen zijn de Église Saint-Martin (12e, 14e, 16e en 19e eeuw), de Église de l'Assomption (1892) en de Chapelle de la Miséricorde (kapel van het voormalige augustijnenklooster, 14e en 17e eeuw). De Basiliek Notre-Dame de Marceille ligt buiten het stadscentrum en werd gebouwd in de 14e en 15e eeuw. Hier wordt een mariabeeld uit de 11e of 12e eeuw vereerd. De kerk werd in 1905 verheven tot basilica minor.

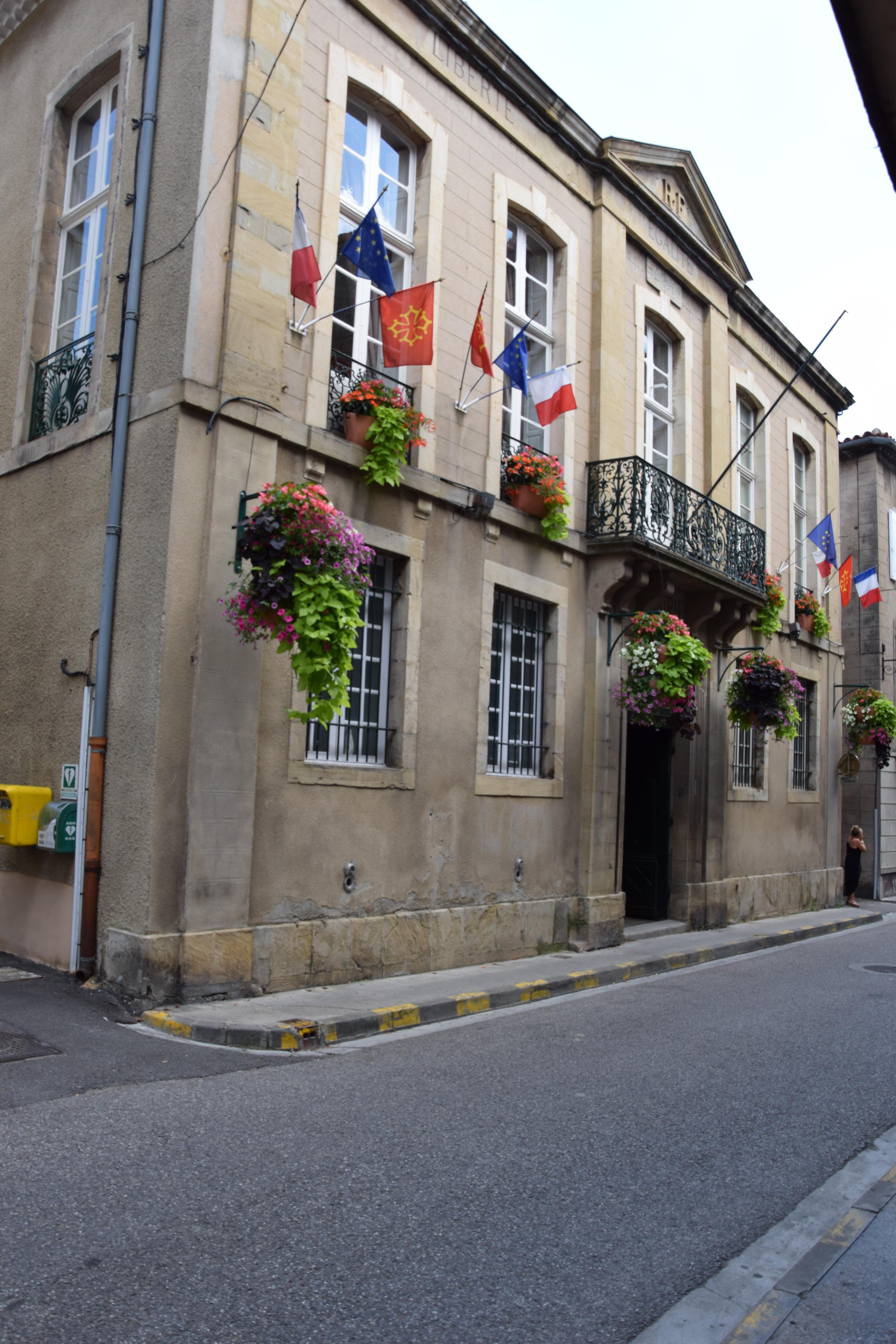
Stadhuis
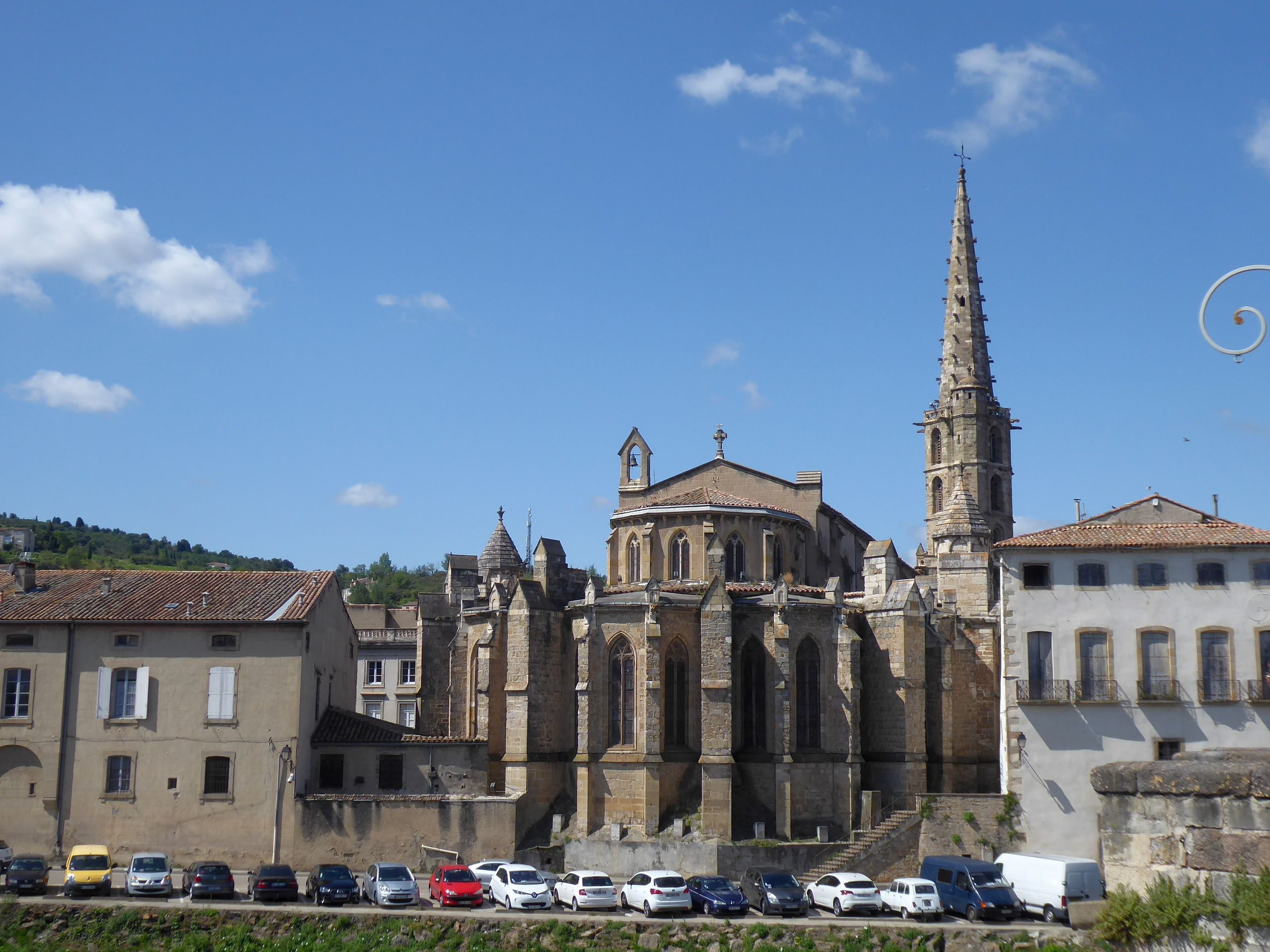
Église Saint-Martin
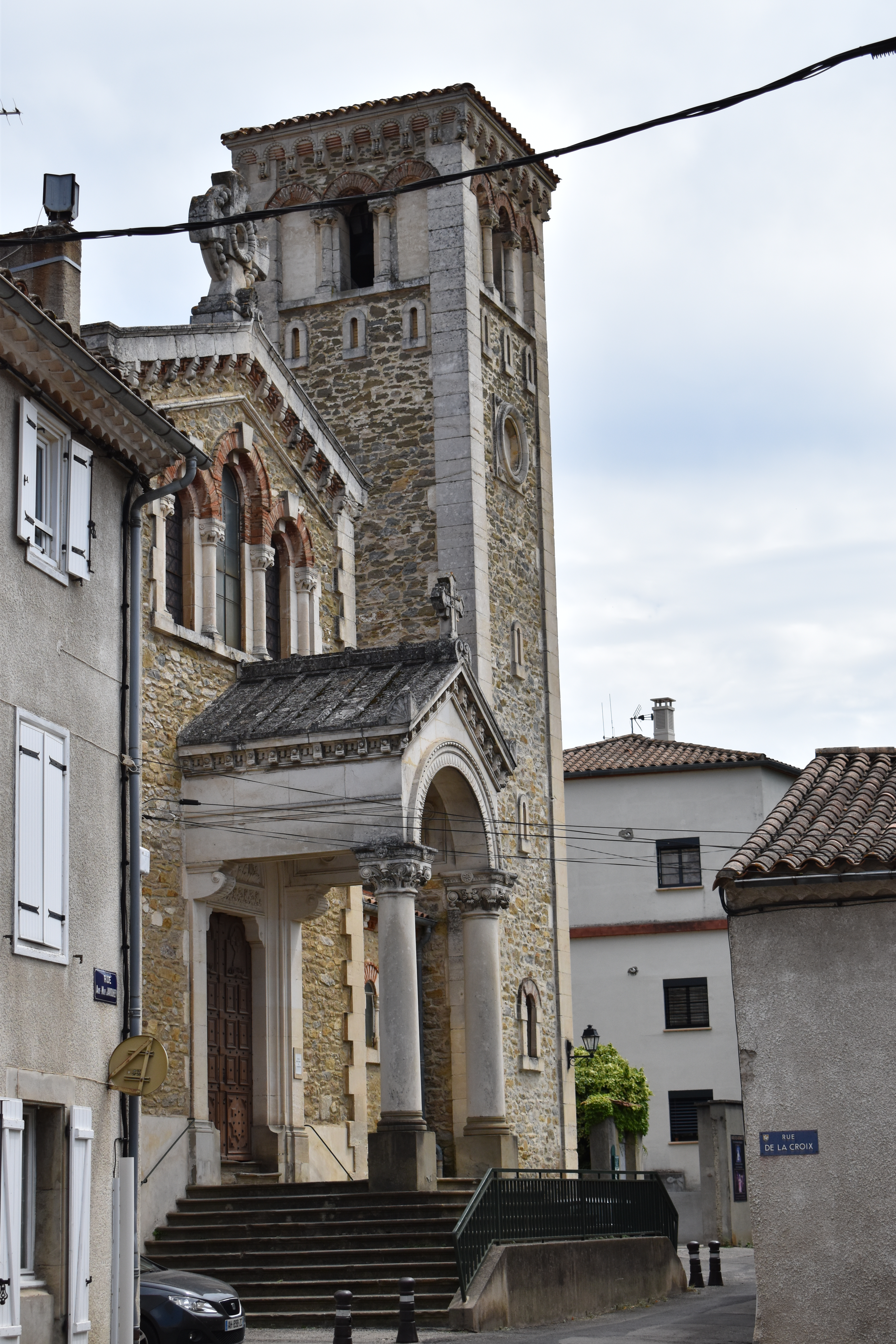
Église de l'Assomption
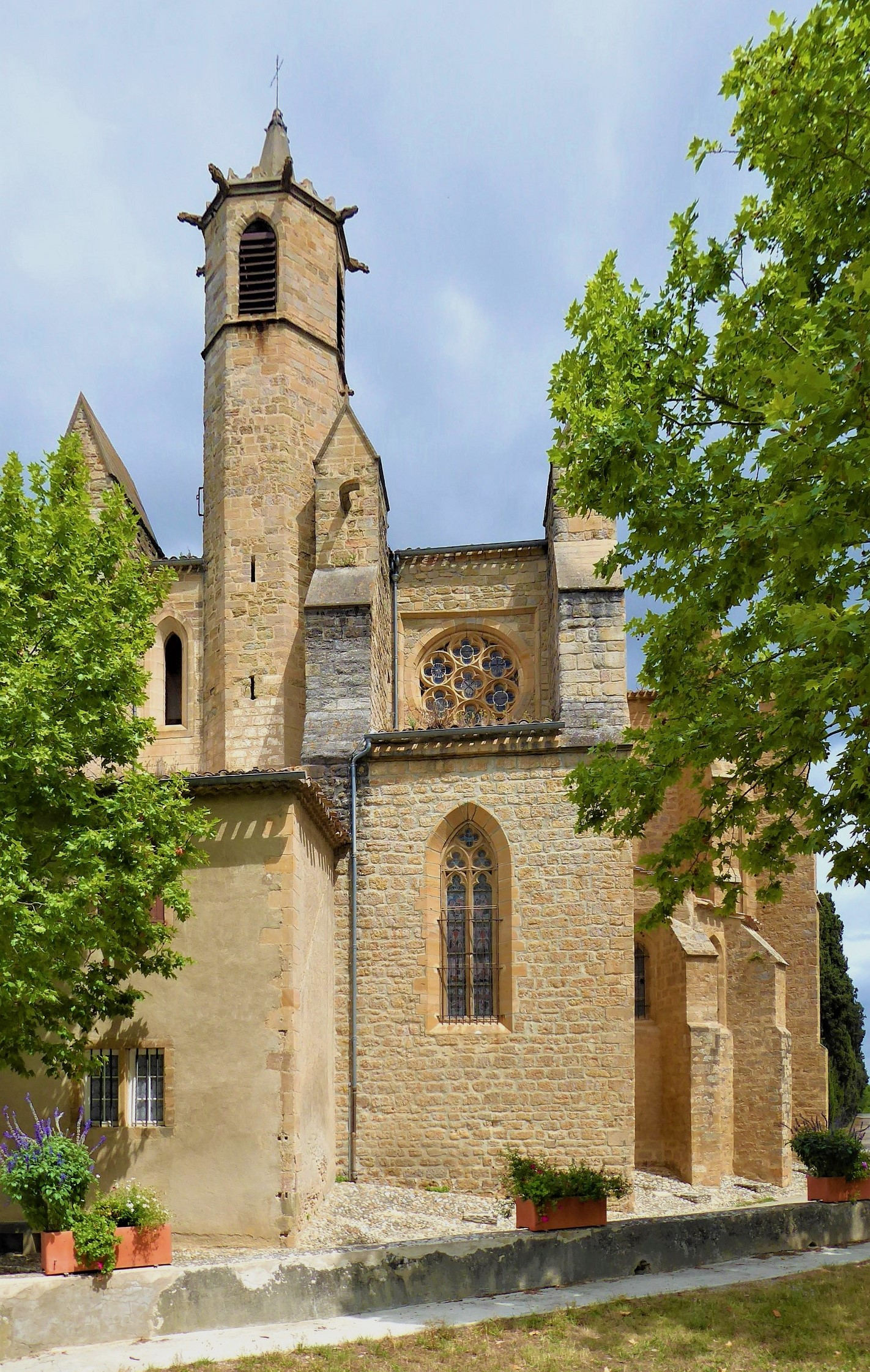
Basiliek Notre-Dame de Marceille
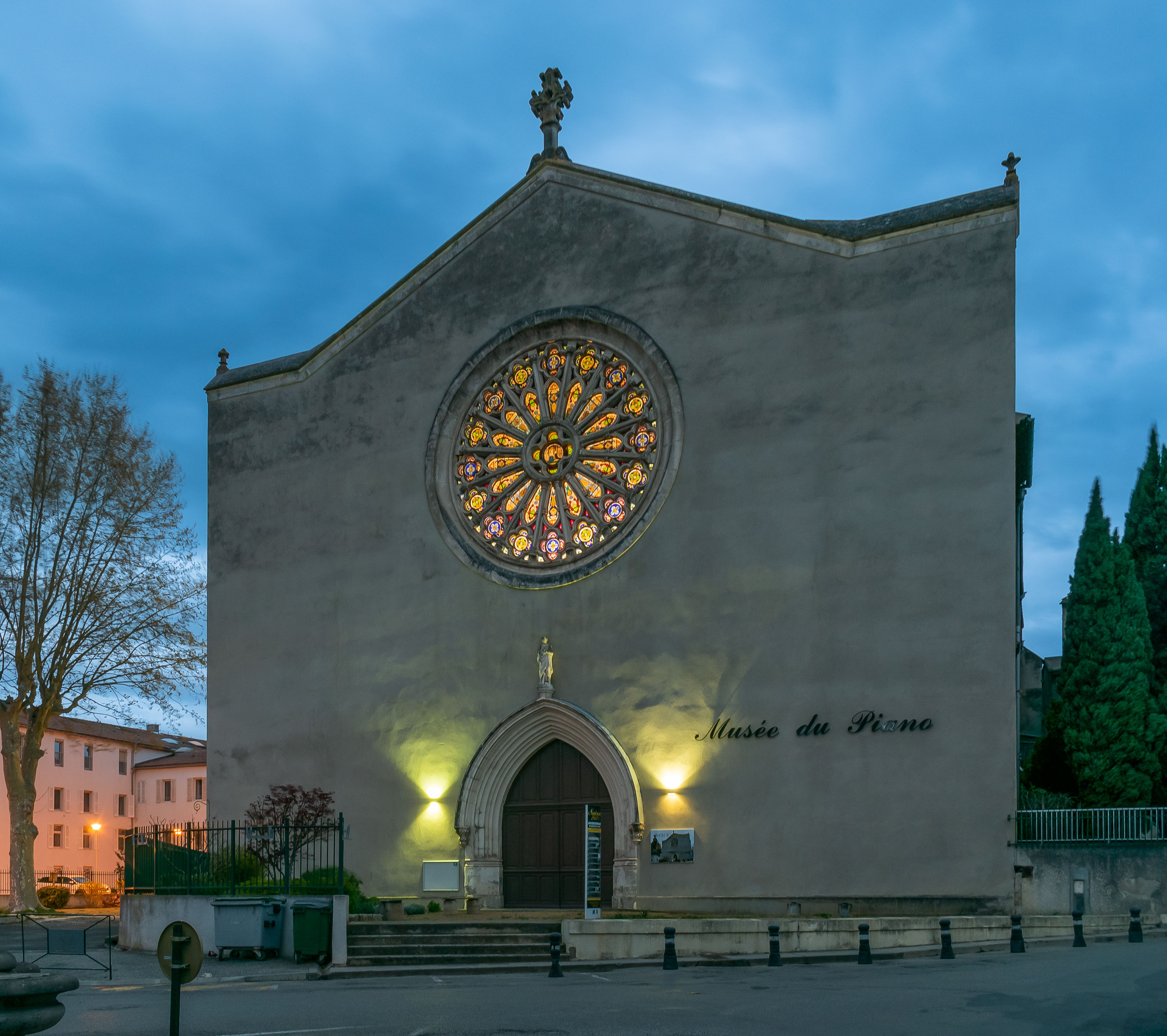
Église Saint-Jacques
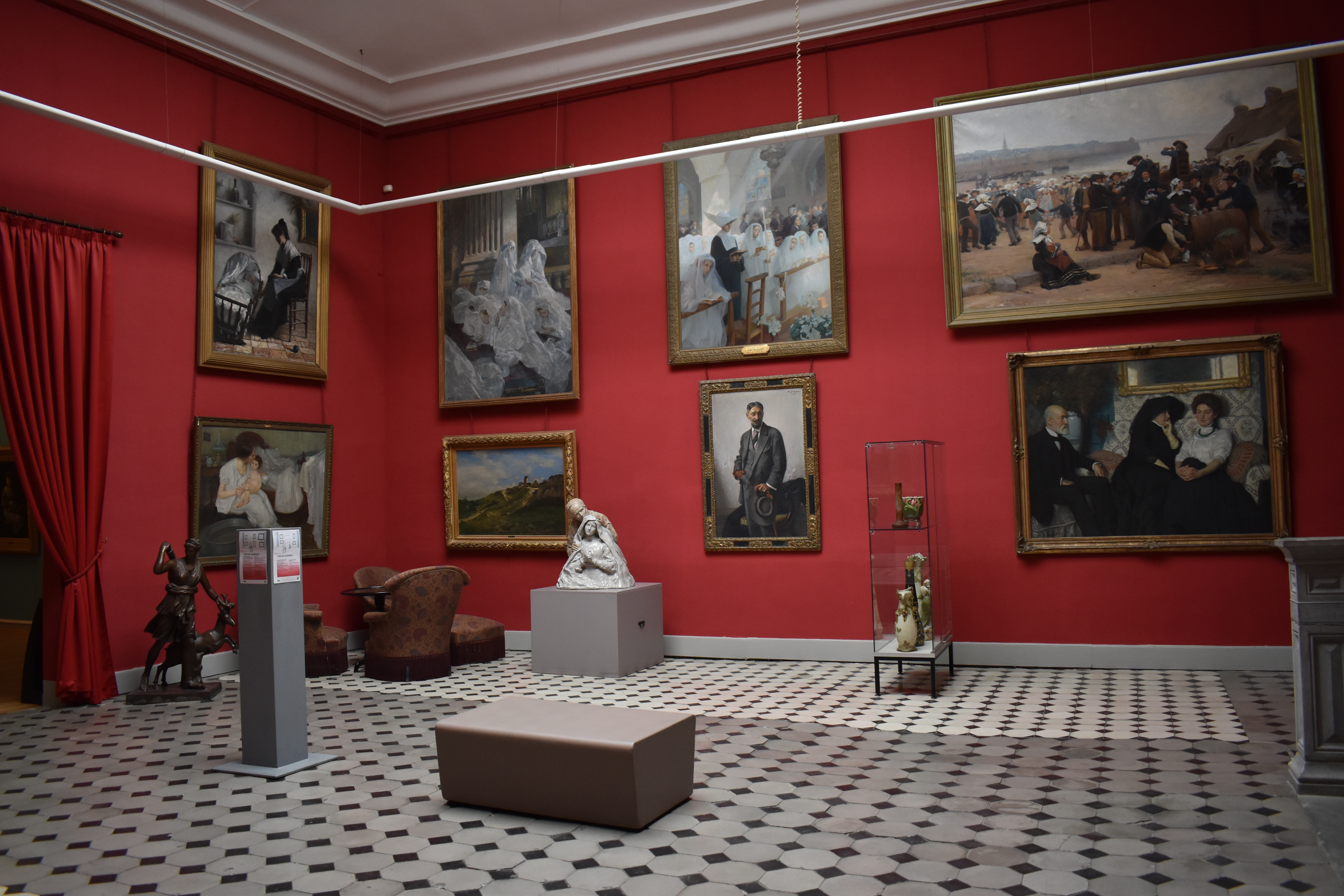
Musée Petiet
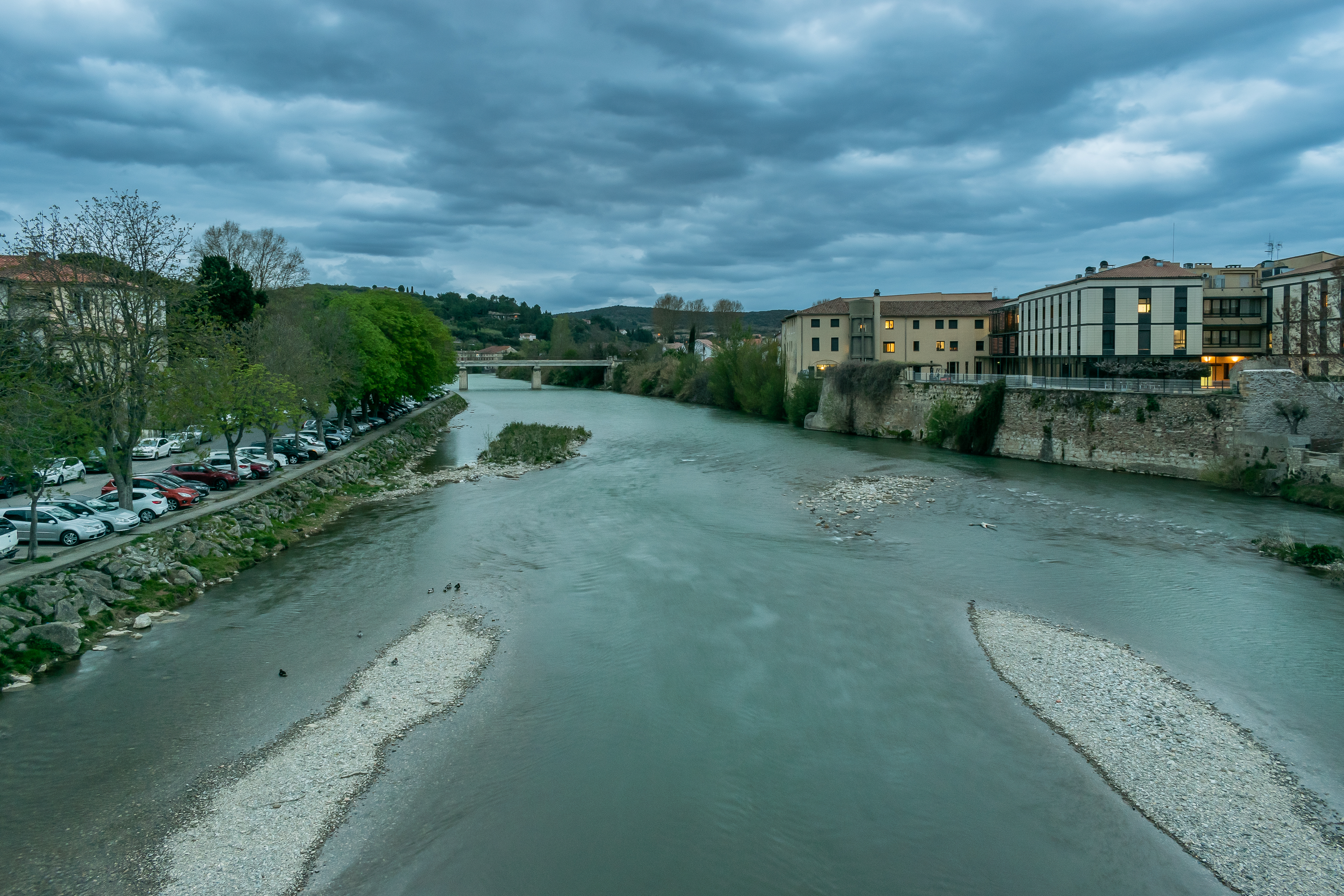
De Aude in Limoux

## Verkeer en vervoer
In de gemeente liggen de spoorwegstations Limoux en Limoux-Flassian aan de spoorlijn van Quillan naar Carcassonne.

## Sport
Limoux was twee keer de startplaats van een etappe in de wielerkoers Ronde van Frankrijk. Dit gebeurde in 2011 en 2019.

## Geboren
- Aude Bourrel (?-1307), parfait (katharisme)
- Jean de Cadurce (?-1532), rechtsgeleerde en protestants martelaar
- Marie Petiet (1854-1893), kunstschilder
- Magali (1898-1986), schrijfster
- Jacques Ruffié (1921-2004), wetenschapper